# 1er mai dans les chemins de fer
1er avril 1er juin
Chronologies thématiques
- Croisades
- Sports
- Disney

Cette page concerne les événements qui se sont déroulés un 1er mai dans les chemins de fer.

## Événements

### XIXesiècle
- 1827 : en France, premiers essais de circulation sur la ligne de Saint-Étienne à Andrézieux.
- 1834 : en Belgique, ordonnance royale sur la construction et l'exploitation par l'état d'un réseau de chemin de fer centré sur Malines et se dirigeant, à l'est, vers la frontière de Prusse, au nord sur Anvers, à l'ouest sur Ostende, et au midi sur Bruxelles et la frontière française[1].
- 1858 : en France, inauguration du chemin de fer d'Albi à Carmaux (compagnie du chemin de fer d'Albi à Carmaux)
- 1860 : en Espagne, inauguration de la section Manresa-Lérida du chemin de fer de Barcelone à Saragosse (compañia del ferrocarril de Zaragoza a Barcelona)
- 1863 : en France, concession de la Ligne de Grenoble à Montmélian au PLM[2].
- 1871 : en Algérie, inauguration de la section Bou-Mefda-Affreville du chemin de fer d'Alger à Oran et embranchements (PLM, réseau algérien)

### XXesiècle
- 1903 : en Suisse, la Compagnie du Jura-Simplon est fusionnée dans la compagnie nationale suisse, les CFF.
- 1979 : au Royaume-Uni, ouverture de la Jubilee Line du métro de Londres.
- 1985 : en Suisse, entrée en vigueur de la Convention relative aux transports internationaux ferroviaires (COTIF), signée le 9 mai 1980 à Berne et qui régit les conditions du transport de voyageurs sur les lignes internationales de chemin de fer.

## Décès
- 1886 : Léon Boyer, polytechnicien et ingénieur des ponts et chaussées français, concepteur des viaduc de la Crueize et de Garabit, meurt à Panama, de la fièvre jaune[3] (° 23 février 1951).